# Человек, экономика и государство
«Человек, экономика и государство» (англ. Man, Economy and State) — книга, написанная экономистом Мюрреем Ротбардом и опубликованная в 1962 году. Она признается одним из самых важных трудов в рамках экономической теории Австрийской школы и ставится в один ряд с «Человеческой деятельностью» Людвига фон Мизеса и «Ценами и производство» Фридриха фон Хайека. Основным предметом изучения в книге являются микроэкономика, макроэкономика и экономический метод познания. Намерение Ротбарда состоит в том, чтобы выстроить набор экономических законов в систематическом трактате, начиная с набора аксиом и фундаментальных законов о человеческом действии, логики действия, или праксеологии.
Первоначально книга была опубликована в 1962 году в сокращенном виде и насчитывала около 1400 страниц, а последние восемь глав были удалены из-за цензуры издателя, который счел, что работа является чересчур радикальной. Впоследствии в 1970 году эти восемь глав были опубликованы отдельно в книге Власть и рынок, тогда как начиная с 1981 года, более поздние издания включают в себя обе части трактата.

## Влияние
Американский экономист Уолтер Блок назвал эту книгу «остро блестящей». Испанский экономист Хесус Уэрта де Сото утверждает, что «ясность изложения, глубина и острота анализа, критический дух и оригинальность — это характеристики, которые сочатся с каждой страницы книги „Человек, экономика и государство“». Венди Макэлрой считает эту книгу «единственной причиной, по которой она перешла от пропаганды ограниченного правительства к творчеству в рамках индивидуалистической анархистской традиции».

## Отзывы
«В результате многолетних мудрых и проницательных размышлений [Ротбард] вступает в ряды выдающихся экономистов, опубликовав объёмный труд, систематический трактат по экономике. … Эпохальный вклад в общую науку о человеческой деятельности, праксеологию, и её практически самую важную и до сих пор лучше всего разработанную часть, экономику. Отныне все важные исследования в этих отраслях знания должны будут полностью учитывать теории и критические замечания, высказанные доктором Ротбардом». — Людвиг фон Мизес.
«По сути, это самый важный общий трактат по экономическим принципам со времен „Человеческой деятельности“ Людвига фон Мизеса, изданной в 1949 году». — Генри Хэзлитт.
«„Человек, экономика и государство“ — главная работа Мюррея Ротбарда по экономической теории. Она вышла в 1962 году, когда Мюррею было всего 36 лет. В ней Мюррей развивает весь корпус экономической теории, шаг за шагом, начиная с неоспоримых аксиом и переходя к самым сложным проблемам теории бизнес-циклов и фундаментальным открытиям в теории монополии. Попутно он представляет грозное опровержение всех вариантов математической экономики. За это время книга стала современной классикой и наряду с „Человеческой деятельностью“ Мизеса является одним из двух выдающихся достижений австрийской экономической школы. В книге „Власть и рынок“ Мюррей проанализировал экономические последствия любой мыслимой формы государственного вмешательства в рынки. Научное издание объединяет обе книги в великолепное целое». — Ханс-Херман Хоппе.

## Издания
Английский: Man, Economy, and State
- David van Nostrand[англ.] Company / William Volker Fund[англ.] [Princeton, NJ] (1962)
  - Твёрдый переплёт (в двух томах). Т.1 ISBN 1169830382, Т.2 ISBN 1169830412
- Institute for Humane Studies[англ.] / Издательство Нью-Йоркского университета (1981)
  - Твёрдый переплёт. ISBN 0814753809
  - Мягкая обложка. ISBN 0910884277
- Институт Мизеса [Auburn, AL] (1993)
  - Мягкая обложка (первый том, 987 страниц). ISBN 0840212232
- Институт Мизеса [Auburn, AL] (2004)
  - Твёрдый переплет. ISBN 1933550279
  - Мягкая обложка. ISBN 1933550996
  - eBook. Доступно онлайн

Чешский: Zásady ekonomie
- Liberální Institut[англ.] [Praha, Czech Republic] (2003)
  - Твёрдый переплёт. ISBN 8086389278
  - eBook. Доступно онлайн

Польский: Ekonomia Wolnego Rynku
- Fijorr Publishing [Warsaw, Poland] (2017)
  - Твёрдая обложка. ISBN 9788364599316